# Andrej Drygin
Andrej Sergejevitj Drygin (ryska: Андрей Сергеевич Дрыгин), född 12 juni 1977, i Krasnojarsk i Ryska SFSR i Sovjetunionen (nu Ryssland), är en tadzjikisk alpin skidåkare, som deltagit i tre olympiska vinterspel. 
Drygin kom sist i herrarnas störtloppstävling och näst sist i Super-G-tävlingen, där han tävlade i en svensk landslagsdräkt. Drygin deltog även i OS i Salt Lake City 2002 och OS i Torino 2006, med två 51:a-platser som bästa resultat.
Som enda aktiv deltagare från sin nation har Drygin fått bära flaggan vid invigningarna av OS 2002 och 2006.